# Hoerster Building
L'Hoerster Building est un bâtiment commercial américain à Fredericksburg, au Texas. Situé au sein du district historique de Fredericksburg, lequel est inscrit au Registre national des lieux historiques depuis le 14 octobre 1970, il fait en outre partie des Recorded Texas Historic Landmarks depuis 1988.